# Cylindrosybra albomaculata
Cylindrosybra albomaculata är en skalbaggsart som beskrevs av Aurivillius 1922. Cylindrosybra albomaculata ingår i släktet Cylindrosybra och familjen långhorningar. Inga underarter finns listade i Catalogue of Life.